# Антиномизм
Антиноми́зм, антиномиани́зм (др.-греч. ἀντι- «против» + νόμος «закон») — чрезмерное пренебрежение законами Ветхого Завета, проявлявшееся или практически, под видом мнения, что возрождённый человек не нуждается ни в каком внешнем законе, так как все его поступки хороши, или же теоретически, в учении, что человек евангельским учением приведён к покаянию и поэтому ему не нужно изучение закона Ветхого Завета.
Антиномизм первого рода является уже во время Нового Завета (2Пет. 2:18−19), позже между гностиками, у спиритуалистических сект в Средние века, например, у амальриканцев, братьев свободного духа, во время Реформации, например, у некоторых анабаптистов, и в новое время, например, у антонианцев.
Второй род антиномизма был предметом антиномистического спора во время Реформации.

## Лютеранство
Во время Реформации сначала даже Лютер и Меланхтон хотели проповедовать благовествование об искуплении людей единственно посредством веры, но требование нравственного развития повело их снова к признанию законов.
Когда Меланхтон в своём воззвании к пасторам 1527 г. учил, чтобы они не проповедовали об отпущении грехов, не сказав прежде о покаянии, и предписывал им частое объяснение своим прихожанам десяти заповедей Божьих, Агрикола видел в этом возвращение к католицизму, так как, по его мнению, покаяние должно иметь начало не в страхе перед наказанием, а в любви справедливости, не в силе законов, а в евангельском учении. На диспуте в Торгау 1527 г. Лютер вмешался в этот спор, но Агрикола втайне продолжал распространять своё учение в Эйслебене и на диспуте в Виттенберге с жаром защищал своё мнение. По его мнению, к сознанию греха и к покаянию человек доходит только с помощью Евангелия, отчасти потому, что истинное покаяние является в человеке только тогда, когда мы знаем, что мы любимы Богом, отчасти потому, что только из Евангелия мы можем узнать самый большой грех, то есть отречение от Христа или безверие. Лютер же, убеждённый, что только сохранение законов ведёт к сознанию грехов, осудил антиномистов и принудил Агриколу отказаться от своего мнения (1540). Формула согласия (Konkordienformel), в свою очередь, уточнила различие между Законом и Евангелием и «добрыми делами», к которым они побуждают (5 статья):

3. 2. Мы веруем, учим и исповедуем, что Закон является особой божественной доктриной, которая учит тому, что праведно и угодно Богу, и порицает всё, что является грехом и противоречит воле Божьей.

4. 3. По этой причине всё, что порицает грех, представляет собой проповедь Закона или её элемент.

5. 4. При том Евангелие — это особая доктрина, которая учит, что человеку, который не исполнил Закона и потому осуждён им, следует уверовать, и уверовать именно в то, что Христос искупил все грехи, заплатил за них и обрёл для него, безо всякой добродетели или заслуги с его стороны [без заслуги со стороны грешника], прощение грехов, имеющую ценность перед Богом праведность и вечную жизнь.

6. 5. Но, поскольку термин “Евангелие” не всегда используется в одном и том же смысле в Святых Писаниях— из-за чего и произошло данное разногласие, — мы веруем, учим и исповедуем, что если под термином “Евангелие” понимается вся доктрина Христова целиком, та доктрина, которую Он представил в Своём служении, и которую также представили Его Апостолы (то есть в том смысле, в каком этот термин используется в Марк.1:15; Деян.20:21), то верно и правильно, когда говорят или пишут, что Евангелие — это проповедь покаяния и прощения грехов.

7. 6. Но если Закон и Евангелие, подобно тому, как сам Моисей, [как] учитель Закона, и Христос, как проповедник Евангелия, противопоставляются друг другу — мы веруем, учим и исповедуем, что Евангелие не является проповедью покаяния или порицания, но, строго говоря, есть не что иное, как проповедь утешения и благая [радостная] весть, которая не порицает и не устрашает, но утешает совесть, устрашённую Законом, указывая только лишь на заслугу [добродетель] Христову, и снова воскрешает её благозвучной и привлекательной проповедью благодати и благосклонности Божьей, обретённой через заслугу Христа.— http://luteranstvo.info/concordia/118-formula/548-2010-02-04-11-20-40.html

## Другие протестантские конфессии
Самыми радикальными в этом отношении были английские рантеры XVII века. Между индепендентами в Англии явились также антиномийцы, которые не приписывали никакого значения закону при наставлении грешных. Вместе с тем, как сторонники крайнего учения о предопределении, они отрицали всякое значение нравственных усилий к достижению блаженства. Они никогда не были многочисленны, жили в конце XVIII в. и никогда не соединялись в одну церковную общину. Основы их учения приняли также антиномистические и партикулярные баптисты.
В наше время наиболее радикальны в этом отношении квакеры, считающие Библию не Откровением, а записью «о встречах с божественным Духом других людей».